# Biserica Schimbarea la Față din Ocna Sibiului
Biserica Schimbarea la Față este un monument istoric aflat pe teritoriul orașului Ocna Sibiului.

## Istoric și trăsături
Biserica este ctitorită de obștea credincioșilor mineri de la fostele saline din Ocna Sibiului.
În pisania pictată deasupra intrării în pronaos este trecut ca dată a sfințirii anul 1789.
Din punct de vedere tipologic este o biserică-sală, cu turn-clopotniță peste pridvor.

## Imagini

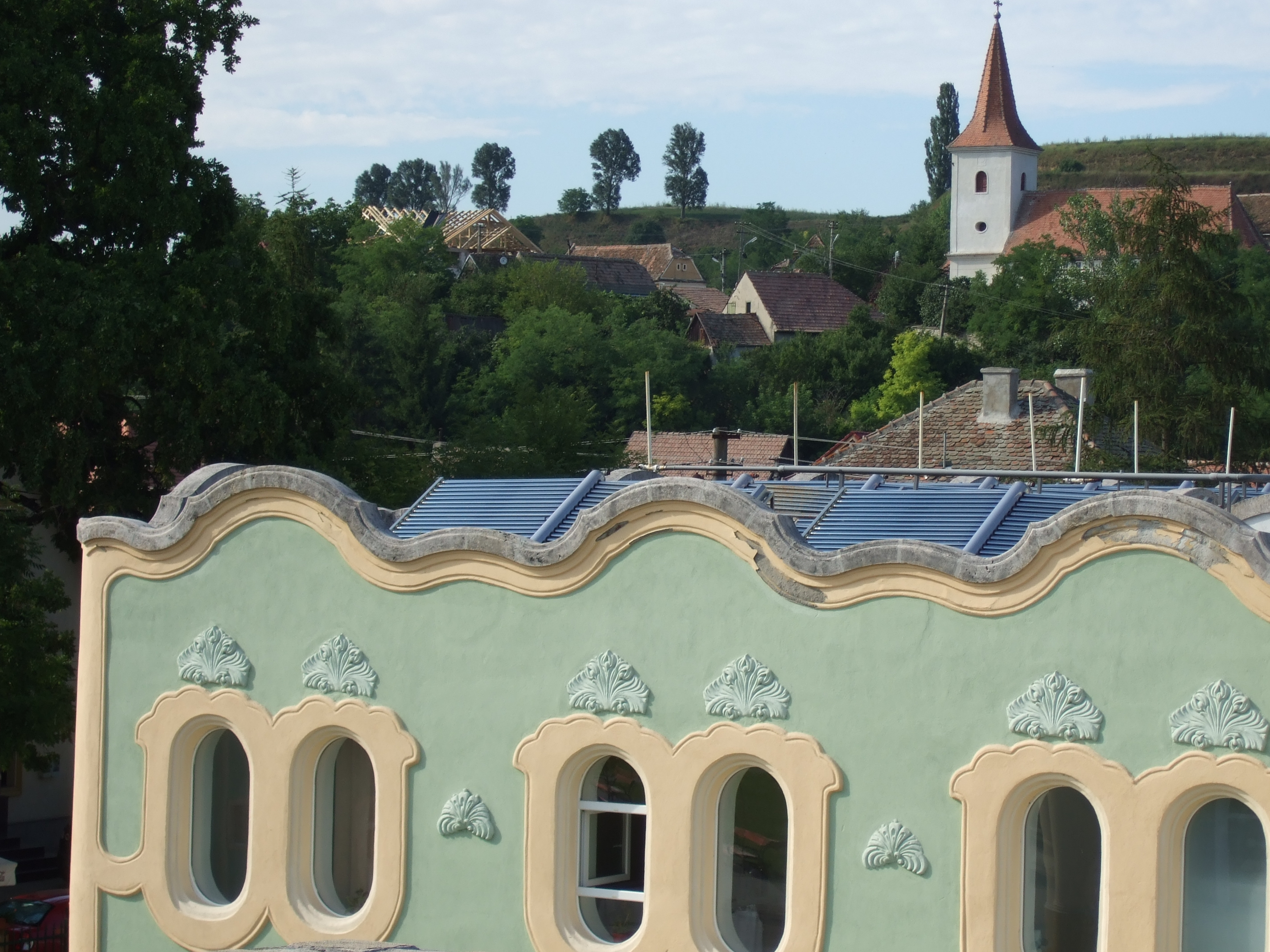
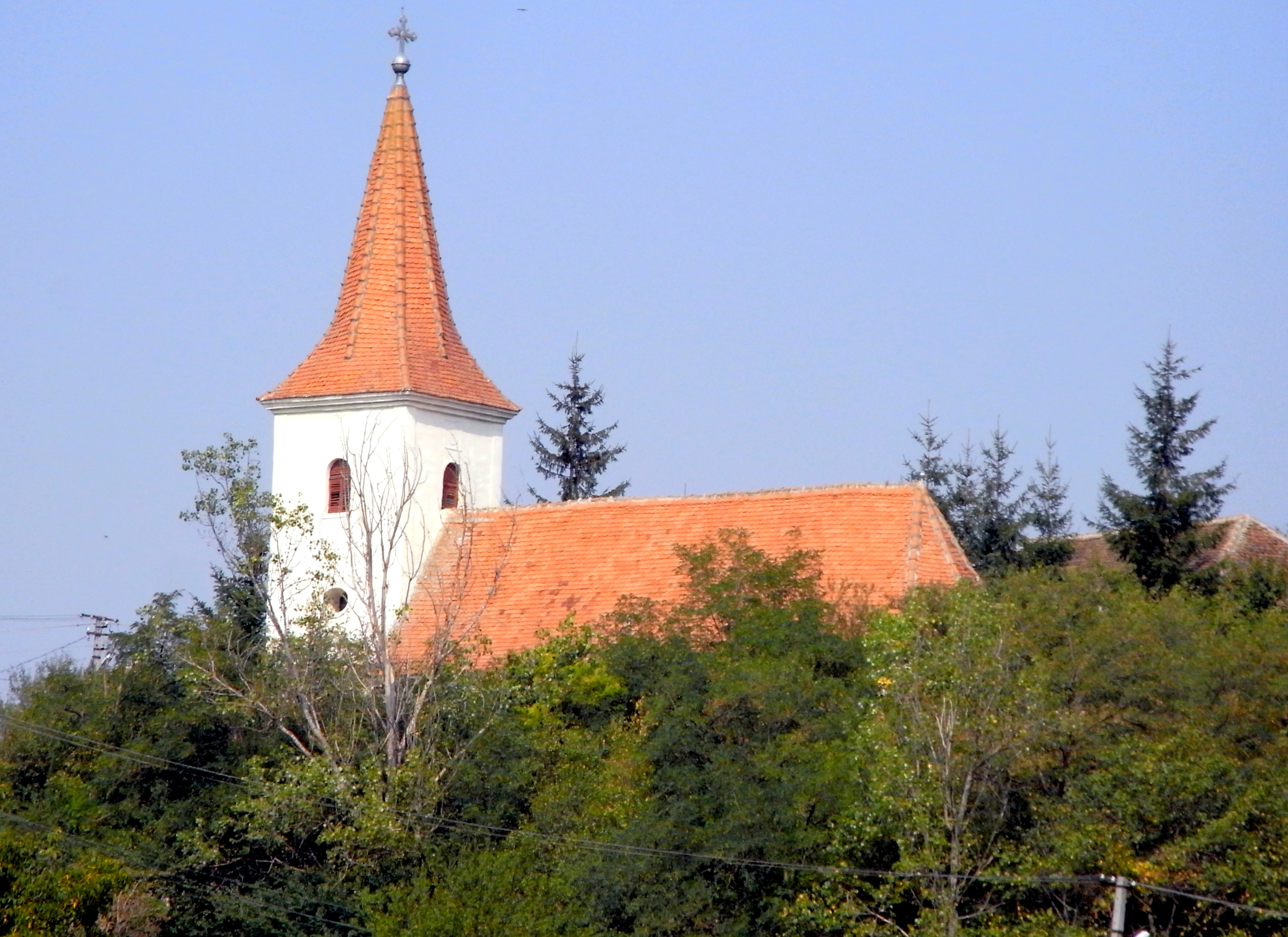
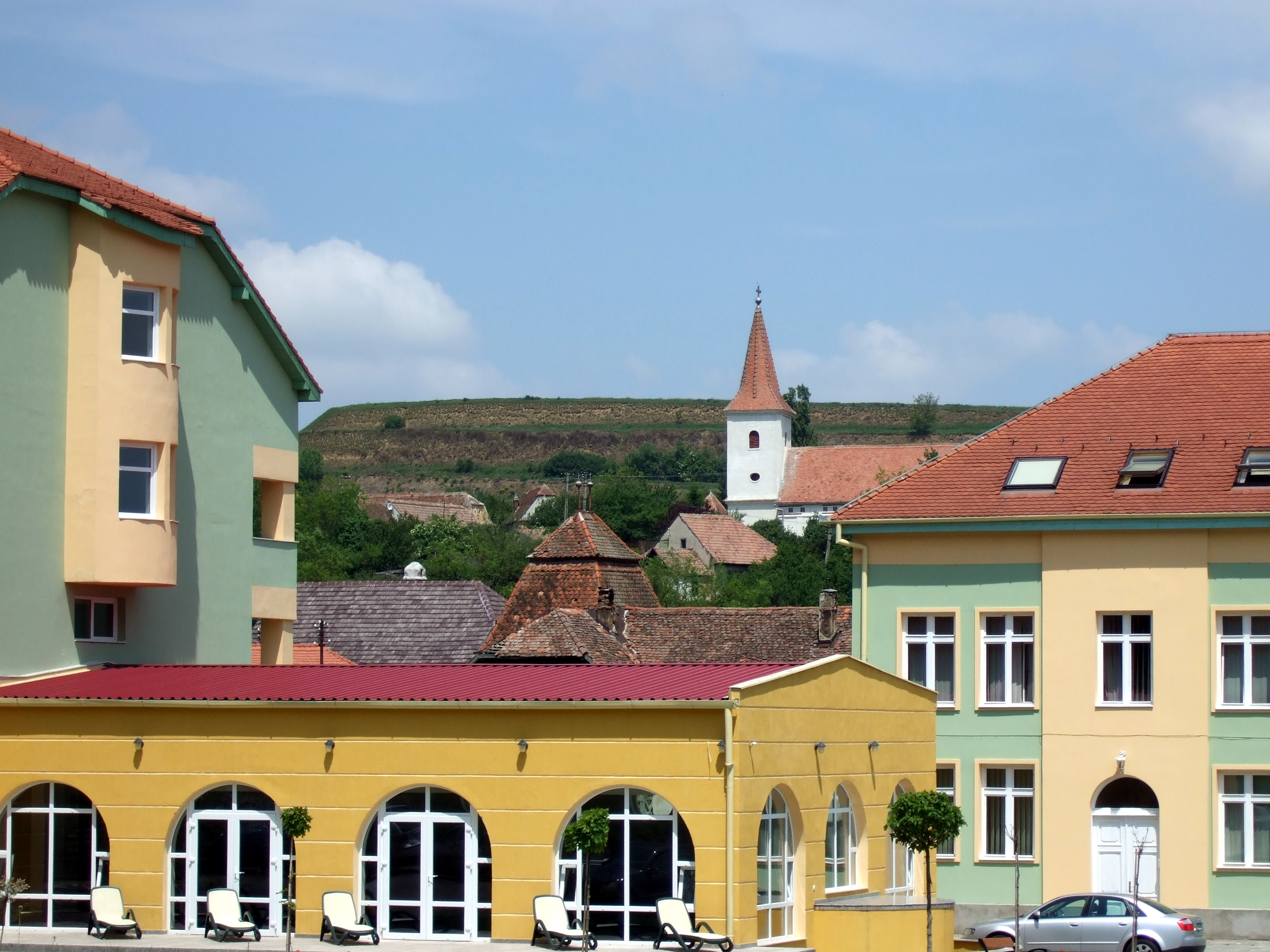